# عملية غضب الفرسان
عملية غضب الفرسان أو مقتل إلياهو آشري هي عملية تصفية للمستوطن الياهو وهو - طالب بكلية الشرطة- نُفذت في 25 يونيو 2006 نتيجة التعنت الإسرائيلي واستمراره في تنفيذ عمليات في قطاع غزة وشنه حملات اعتقالات واسعة في صفوف وزراء الحكومة الفلسطينية ونواب من المجلس التشريعي عن حركة حماس، واغتيال الشهيد القائد العام أبو يوسف القوقا والشيخ جمال أبو سمهدانة. حيث قام مسلحون من لجان المقاومة الشعبية الفلسطينية باختطاف المستوطن، ثم قاموا في وقت لاحق بقتله. وقع الهجوم بعد ساعات قليلة من أسر العريف جلعاد شاليط الذي أدى إلى عملية أمطار الصيف. نقطة الصفر نحو تنفيذ العملية، والتي جاءت رداً على اغتيال القائدين البارزين.

## الخلفية
كان الياهو بنحاس آشري  ((بالعبرية: אליהו פנחסי אשר‏) طالبًا إسرائيليًا من مستوطنة إيتمار في شمال الضفة الغربية. كانت عائلة آشري واحدة من الأعضاء المؤسسين لإيتمار وعاشت هناك منذ عام 1991.

## الاختطاف والقتل
في يوم الأحد الموافق 25 يونيو 2006، اختُطف المستوطن إلياهو وهو في طريقه من بيتار عيليت إلى نفيه تسوف، شمال غرب رام الله. في يوم الثلاثاء الموافق 27 يونيو 2006، قدم والد إلياهو، يدرو آشري، تقريرًا عن فقد ابنه إلى شرطة أرييل. لم يُبلغ عن غياب ابنه لمدة يومين لأن إلياهو كان يختفي بانتظام لفترات طويلة في الماضي دون أن يبقى على اتصال يومي مع والديه. شوهد إلياهو آخر مرة في الساعة 9:00 مساءً يوم الأحد، بعد أن غادر منزل صديق له في بيتار عيليت، وكان يتجول بالقرب من تقاطع التل الفرنسي في القدس مع أحد زملائه في الفصل.
بالإضافة إلى ذلك، أعلنت مجموعة المقاومة الشعبية الفلسطينية، عن اختطاف مستوطنا يهوديا في الضفة الغربية.
يوم الأربعاء، 28 يونيو، صرح أبو عبير، المتحدث باسم لجان المقاومة الشعبية، بأن آشري «سيذبح أمام كاميرات التلفزيون» إذا لم توقف إسرائيل عملية الأمطار الصيفية على قطاع غزة، التي أتت عقب خطف العريف جلعاد شاليط. في وقت لاحق من ذلك اليوم، ذكرت لجان المقاومة الشعبية أن آشري تم تصفيته.
و قيادة الضفة الغربية بأن الخناق اشتد عليهم من عملاء السلطة العباسية وجهازي الوقائي والمخابرات فكانت الأوامر بإعدامه ودفن جثته على الفور وسرعان ما تم كشفها بعد ساعات بمساعدة المخابرات العامة الفلسطينية والتي كانت مخلصة للعدو في تحرياتها في هذه العملية وأشاروا بأصابع الاتهام لبعض الإخوة في مدينة رام الله بأنهم من نفذوا هذه العملية وعلى الرغم من نفي مجاهدينا الثلاثة إلا أن في حوالي الساعة 2:30 من صباح يوم 29 يونيو، عثر جيش الاحتلال على جثة آشري التي دُفنت في حقل مفتوح بالقرب من قرية بيتونيا، بالقرب من رام الله. تم نقل جثة آشري لاحقًا إلى معهد أبو كبير للطب الشرعي لإجراء تحقيق جنائي. وكشف تحقيق الطب الشرعي أن آشري أطلق عليه رصاصة في الرأس من مسافة قريبة، وربما في نفس اليوم الذي اختُطف فيه.

## المسؤول
أعلنت لجان المقاومة الشعبية مسؤوليتها عن الهجوم وقدمت بطاقة هوية اشيري.

## الدفن
حضر آلاف الصهاينة جنازة آشري التي عُقدت في نفس اليوم الذي عُثر فيه على جثته، خلال ساعات الظهيرة في مقبرة جبل الزيتون اليهودية في القدس. قام السفارديم الحاخام الصهيوني شلومو عمار بمدح آشري في جنازته.

## بعد الحادثة

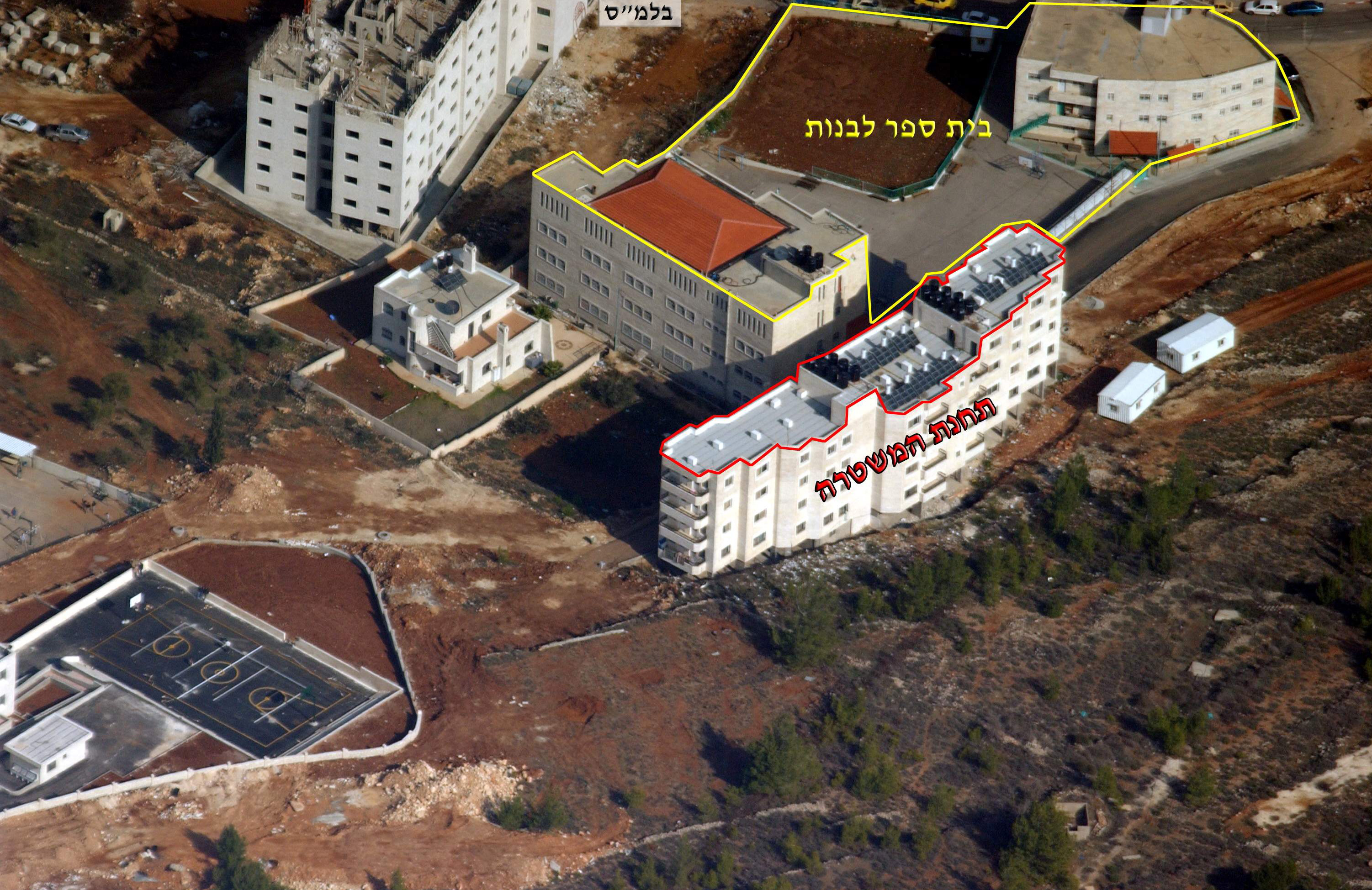
مركز للشرطة الفلسطينية مكان تمركز الفدائيين

في ساعات الصباح من يوم 4 يوليو 2006، حسب تصريحات الاحتلال: خلال عملية مشتركة صهيونية، وبعد المواجهة لمدة ساعة، تم القبض على نشطاء التنظيم الثلاثة الذين قتلوا الياهو أشيري والذين كانوا يختبئون في مبنى للشرطة الفلسطينية في رام الله، الرجال الثلاثة هم بسام اكتيع  وعطية أهتيا وحمزة طقطوق وأيهم كمنجي. وورد أن الثلاثة جميعهم أعضاء في كتائب شهداء الأقصى وكانوا يخدمون في قوات الأمن التابعة للسلطة الوطنية الفلسطينية. في 1 يناير 2007، حُكم على كامامجو بالسجن مدى الحياة بتهمة قتل إلياهو آشيري.
وفي رواية أخرى قام جهاز الشرطة الفلسطينية بحجز واعتقال نشطاء التنظيم الثلاثة، تحت حجة أنهم مطلوبين للاحتلال وسيقومون بحمايتهم، وأن مسئولا في جهاز المخابرات العامة يدعى أبو إياد الشمعة مد الاحتلال بمعلومات دقيقة عن مكان تواجد المجاهدين الثلاثة ما أدى إلى اعتقالهم بعد محاصرة سجن البالوع في مدينة رام الله، وهو ما أكده قيادات من الضفة الغربية للقيادة في غزة قبل الاعتقال بعشرة دقائق. وكان الجناح العسكري للحركة قد اتهم حينها جهازي الوقائي والمخابرات العامة، حيث قال في بيان آخر له أن: «المجاهدون آثروا التخلص من جثة المغتصب المختطف على أن يتم الكشف عنه وإحباط العملية برمتها» هذا وقد ساهمت الأجهزة المذكورة بالبحث عن الجثة وتسليمها.

## روابط خارجية
- الفلسطينيون: اختطفنا مستوطنًا في الضفة الغربية - نُشر على موقع Ynetnews في 26 يونيو 2006
- يحتجز النشطاء الرهينة الإسرائيلي الثاني - نُشر على موقع الجارديان في 28 يونيو 2006
- المتشددون يهددون بقتل المستوطن المختطف - الذي نشر في صحيفة نيويورك تايمز في 28 يونيو 2006
- العثور على مستوطن إسرائيلي مقتول - تم نشره على بي بي سي نيوز في 29 يونيو 2006